# La Revilla y Ahedo
La Revilla y Ahedo ist ein Ort und eine Gemeinde (municipio) mit 101 Einwohnern (Stand: 2024) im Zentrum der Provinz Burgos in der Autonomen Gemeinschaft Kastilien und León. La Revilla y Ahedo liegt in der Comarca und der Weinbauregion Sierra de la Demanda. Die Gemeinde besteht aus den Ortschaften La Revilla und Ahedo.

## Lage und Klima
La Revilla y Ahedo liegt etwa 55 Kilometer südsüdöstlich der Provinzhauptstadt Burgos in einer Höhe von ca. 943 m. Das Klima ist gemäßigt bis warm; Regen fällt übers Jahr verteilt.

## Bevölkerungsentwicklung
| Jahr      | 1970 | 1981 | 1991 | 2001 | 2011 | 2021 |
| Einwohner | 305  | 204  | 186  | 134  | 103  | 102  |

## Wirtschaft
Die Region ist seit Jahrhunderten von der Landwirtschaft geprägt.

## Sehenswürdigkeiten
- Kirche Unser Lieben Frau von Vega (Iglesia de Nuestra Señora de la Vega) in La Revilla
- Ermita de la Virgen del Amparo
- Kirche von Ahedo

## Persönlichkeiten
- Alonso de Velasco (?–1649), Diplomat am Hof Jakobs I.